# Višňové (okres Revúca)
Višňové, do roku 1927 též Višňová (maďarsky Visnyó nebo Kisvisnyó), je obec v okrese Revúca na Slovensku. Leží v Revúcké vrchovině ve Slovenském rudohoří, v údolí řeky Turiec v povodí řeky Slaná. V obci je reformovaný (kalvínský) kostel z roku 1834.

## Historie
Višňové je poprvé písemně zmíněno v roce 1296 jako Wysnow, další historická jména jsou Visnyo, Wisnyo nebo Wysnyo (1328), Wysnye (1487) a Wissnowa (1773). Nedaleko Višňového byly další dvě středověké osady – Stráža a Suranč. Po morové epidemii v roce 1710 zůstalo v obci pouze sedm hospodářů. V roce 1828 zde bylo 31 domů a 254 obyvatel, kteří byli zaměstnáni jako povozníci a chovatelé dobytka. Do roku 1918 bylo území obce součástí Uherska. V důsledku první vídeňské arbitráže bylo v letech 1938 až 1944 součástí Maďarska. Při sčítání lidu v roce 2011 žilo v obci 60 obyvatel, z toho 30 Maďarů, 20 Slováků a pět Romů; pět obyvatel neuvedlo žádné informace o své etnické příslušnosti.